# Dan Ndoye
Dan Assane Ndoye (Nyon, 25 de outubro de 2000) é um futebolista profissional suíço que atua como atacante. Atualmente defende o Nottingham Forest e a Seleção Suíça.

## Carreira
Descendente de senegaleses por parte de pai, Ndoye passou pela base do FC La Côte Sports antes de chegar ao Lausanne Sport, sendo promovido à equipe Sub-18 aos 15 anos. Suas atuações pelos times Sub-17 e Sub-18 fizeram com que o atacante subisse ao time reserva aos 17 anos para disputar a quarta divisão suíça, onde marcaria 7 gols em 21 jogos.
Sua estreia pela equipe principal do Lausanne foi em fevereiro de 2019, contra o FC Vaduz, e marcou seu primeiro gol como profissional 5 dias depois, na vitória por 3 a 2 sobre o Kriens. Em janeiro de 2020, o Nice anunciou a contratação de Ndoye, que seguiria emprestado à equipe alviazul até o final da temporada. A estreia do atacante pelo Nice foi em agosto do mesmo ano, contra o Lens, marcando seu primeiro (e único) gol na Ligue 1 neste jogo, que terminou com vitória dos Aiglons por 2 a 1. Ele ainda jogaria outras 9 partidas oficiais pelo Nice e marcaria mais 2 gols antes de voltar ao futebol suíço em agosto de 2021, desta vez para atuar por empréstimo no Basel, estreando pelo novo clube 1 mês depois, no empate por 1 a 1 com o Lugano, e marcou pela primeira vez na vitória por 4 a 2 sobre o Kairat (Cazaquistão), pela Liga Conferência da UEFA. Em fevereiro de 2022, o Basel exerceu a opção de compra e assinou em definitivo com Ndoye por 4 anos e meio.
Em agosto de 2023, após 58 jogos oficiais e 8 gols com a camisa do Basel, Ndoye assinou com o Bologna juntamente com Riccardo Calafiori, então seu companheiro de equipe nos RotBlau. Marcou pela primeira vez como atleta dos Felsinei em dezembro, na vitória por 2 a 1 sobre a Internazionale, pelas oitavas-de-final da Copa da Itália. Na decisão da edição de 2024–25, marcou o gol do título sobre o Milan, encerrando um período de 51 anos sem conquistas de destaque.

## Carreira internacional
Tendo representado as seleções de base da Suíça, Ndoye estreou pelo time principal em setembro de 2022, contra a Espanha, pela Liga das Nações da UEFA A.
Após disputar 6 jogos das eliminatórias para a Eurocopa de 2024, foi convocado para o torneio em junho do mesmo ano e atuou nos 5 jogos da seleção, marcando um gol no empate por 1 a 1 com a Alemanha.

## Títulos
Lausanne Sport
- Challenge League: 2019–20

Bologna
- Copa da Itália: 2024–25[16]

### Individuais
- Time da Temporada da Liga Conferência da UEFA: 2021–22[17]
- Gol do Mês da Série A: abril de 2025[18]